# An Hóa, Ích Dương
An Hóa (chữ Hán giản thể: 安化县) là một huyện thuộc địa cấp thị Ích Dương tỉnh Hồ Nam Cộng hòa Nhân dân Trung Hoa. Huyện này cách tỉnh lỵ thành phố Trường Sa 240 km. An Hóa có diện tích 4950,25 ki-lô-mét vuông, 82% địa hình là đồi núi. Dân số 960.000 người. Chính quyền huyện đóng ở trấn Đông Bình. Về mặt hành chính, huyện này được chia thành 18 trấn, 5 hương.
- Trấn: Đông Bình, Mai Thành, Đại Phúc, Mã Lộ, Giang Nam, Thanh Đường Phố, Lạc An, Tiên Khê, Trường Đường, Dương Giác Đường, Tiểu Yêm, Chá Khê, Khuê Khê, Yên Khê, Cừ Giang, Bình Khẩu, Lãnh Thị, Thao Khê.
- Hương: Điền Trang, Long Đường, Cổ Lâu, Nam Kim, Cao Minh.